# Get Back (Aice5の曲)
「Get Back」（ゲット バック）は、Aice5の1枚目のシングル。2006年3月11日にスターチャイルドから発売された。

## 概要
声優ユニット・Aice5のデビューシングル。2006年3月11日に開催された「STARCHILD DREAM in KOBE3rd」にて先行販売され、約2ヵ月後にアニメイト限定で発売された。カップリング曲は収録されていない。

## 収録曲
1. Get Back
作詞：牧穂エミ、作曲：大川茂伸、編曲：大川茂伸・酒井陽一
2. Get Back （off main vocal version）

## 収録アルバム
| 曲名     | 収録アルバム   | 発売日        |
| -------- | -------------- | ------------- |
| Get Back | 『Love Aice5』 | 2007年2月14日 |